# Sarcotoxicum salicifolium
Sarcotoxicum salicifolium är en kaprisväxtart som först beskrevs av August Heinrich Rudolf Grisebach, och fick sitt nu gällande namn av Cornejo och Iltis. Sarcotoxicum salicifolium ingår i släktet Sarcotoxicum och familjen kaprisväxter. Inga underarter finns listade i Catalogue of Life.